# Аркас, Николай Андреевич
Николай Андреевич Аркас (1818—1881) — российский военно-морской и государственный деятель, адмирал (1878), генерал-адъютант (1873). Возглавил работу по воссозданию российского военно-морского могущества на южном стратегическом направлении после отмены запретительных статей Парижского договора, в период русско-турецкой войны 1877—1878 годов занимал пост главного командира Черноморского флота и портов Чёрного моря. Отец Н. Н. Аркаса.

## Биография
Греческого происхождения. Младший брат флотского генерал-лейтенанта Захара Андреевича Аркаса.
Николай Аркас поступил в 1828 году в черноморский флот волонтёром и на бригантине «Елизавета» крейсировал у Анатолийских берегов, затем на линкоре «Императрица Мария» участвовал при взятии крепости Варны.
Произведён в гардемарины 24 марта 1830 года. В 1830—1832 годах крейсировал на фрегатах «Архипелаг» и «Тенедос» и шлюпе «Диана» у черноморских восточных берегов.
4 января 1833 года был произведён в первый офицерский чин — мичмана. На линкоре «Императрица Мария», в эскадре вице-адмирала Лазарева, перешёл из Севастополя на буюкдерский рейд, откуда с десантными войсками прибыл в Феодосию. Пожалован турецкой золотой медалью.
В 1834 и 1835 годах на корвете «Ифигения» перешёл из Севастополя в Константинополь, а оттуда в Архипелаг и Средиземное море.
В 1836 и 1838 годах на том же корвете и фрегате «Агатополь» крейсировал у восточного берега и участвовал (1838) в десантной высадке при занятии местечка Туапсе.
22 сентября 1837 года произведён за отличие в лейтенанты.
В 1838—1840 годах на корвете «Ифигения» перешёл из Севастополя в Константинополь, а оттуда плавал в Архипелаге и Средиземном море, потом на том же корвете, крейсировал у восточных берегов Чёрного моря и участвовал в десантной высадке при занятии местечка Псезуапсе.
В 1841 году на шхуне «Забияка» плавал между Севастополем и Николаевом. В следующем году был у проводки корабля «Двенадцать апостолов» от Николаева до Севастополя.
В 1842—1843 годах крейсировал в Чёрном море, потом с десантными войсками плавал между Севастополем и Одессой, затем был командирован в Петербург и назначен в распоряжение комитета о постройке пароходов, под председательством адмирала Рикорда.
В 1844 году лейтенанту Аркасу было поручено усиление Каспийской флотилии и заведение пароходства на Каспийском море. Командуя отрядом из 12 судов (шхуна «Опыт», бот «Ящерица», пароход «Волга», 2-е железные и 2-е деревянные баржи, 3-и разобранных парохода в 100 сил каждый и 2-е тихвинки с грузом), он перешёл из Петербурга в Астрахань р. Невою, Ладожским озером, по р. Вытегре, Мариинскому каналу, р. Ковжею, Белым озером, и по рекам Шексне и Волге. В Астрахани Аркас осуществлял руководство по сборке там привезённых им пароходов «Кура», «Тарки» и «Ленкорань», в следующем году открыл пароходство по Каспийскому морю. После этого возвратился в Петербург, откуда был командирован в Севастополь.
15 апреля 1845 года за отличие произведён в капитан-лейтенанты.
В 1846—1848 годах командуя пароходофрегатом «Бессарабия» ходил с главным командиром черноморского флота и портов из Николаева в Одессу и Севастополь. Потом был командирован в Англию для постройки там пароходофрегата «Владимир», командуя которым, он возвратился в Севастополь. Имел поручение собрать в Англии сведения, относящиеся преимущественно до артиллерии. Награждён орденом Св. Анны 2-й степени.
В 1849—1852 годах командуя пароходофрегатом «Владимир» ходил по черноморским портам и в Средиземное и Адриатическое моря.
1 февраля 1852 года награждён за беспорочную выслугу орденом Св. Георгия 4-й степени, 30 марта за отличие произведён в капитаны 2-го ранга, 2 октября 1852 года пожалован в флигель-адъютанты и переведён на Балтийский флот в гвардейский экипаж. Был командирован на Луганский литейный завод для осмотра и составления нового штата по управлению заводом.
7 февраля 1853 года назначен членом Пароходного комитета. 19 апреля назначен эскадр-майором, с оставлением в прежнем звании (по 1856 год). 12 мая был назначен непременным членом Морского учёного комитета. Был командирован в образцовый пехотный полк для узнавания правил фронтовой службы. В звании эскадр-майора на пароходофрегате «Грозящий» и паровых яхтах ходил в императорской свите к Гогланду на манёвры флота. Состоял членом комитетов по составлению новых сигнальных книг и по пересмотру и своду постановлений к образованию главных частей морского министерства.
В 1854 году был командирован в Берлин, Гамбург, Брюссель и Голландию откуда сопровождал команду корвета «Наварин» в пределы России и возвратился в Петербург. Строил в Риге 16 канонерских лодок и формировал ополчение для их укомплектования; по делам службы ездил четырёхкратно в Финляндию, и из Або на Аландские острова. В октябре имея свой брейд-вымпел на пароходофрегате «Олаф» ходил с отрядом пароходофрегатов в крейсерство к мысу Дагерорт (Ристна). Состоял членом комитетов: по приспособлению на кораблях балтийского флота улучшений по артиллерии, и по усовершенствованию морского уголовного законодательства.
В 1855 году на придворных паровых яхтах ходил в императорской свите между Петербургом, Петергофом и Кронштадтом; направлялся в Петрозаводск, в Финляндию до г. Або и в Николаев. По чертежам своего изобретения строил 14 плавучих батарейных, 4-пушечных плотов, предназначавшихся для защиты Кронштадта. Состоял членом особого артиллерийского комитета под председательством генерал-адмирала Великого князя Константина Николаевича. 30 августа 1855 года произведён, за отличие, в чин капитана 1-го ранга. Получил бронзовую медаль в память кончины императора Николая I.
В 1856 году плавал в императорской свите в Финском заливе и сопровождал Его Величество в Гапсаль и обратно. В мае 1856 г. подал прошение министру финансов о необходимости учредить акционерное судоходное предприятие на Чёрном море. Император Александр Второй высочайшим повелением одобрил предложение о создании «Русского общества пароходства и торговли» (РОПиТ). При образовании акционерной компании РОПиТ, Аркас был в числе учредителей и избран директором.
В 1856—1857 годах по должности директора общества устроил пароходства по Чёрному, Азовскому и Средиземному морям; ездил дважды в Англию, Францию, Бельгию и Голландию для покупки и заказа пароходов. На пароходофрегате «Херсонес» ходил из Одессы в Константинополь, Грецию и Италию.
2 декабря 1857 года получил в командование гвардейский экипаж, с оставлением в звании флигель-адъютанта.
В 1858—1859 годах в качестве главного начальника промерных работ заведовал описью и промером Невской губы до Кронштадта. На паровой яхте «Александрия» и пароходе «Ильмень» ходил в императорской свите по рекам Неве и Свири и озёрам Ладожскому и Онежскому. Имея последовательно свой брейд-вымпел на паровой яхте «Александрия» и парусной яхте «Королева Виктория» командовал всею винтовой канонерскою флотилией, участвуя 25 июня 1859 года в церемониале на Неве по случаю открытия монумента императору Николаю I, затем был откомандирован в Свеаборг для осмотра второй эскадры винтовой флотилии.
19 января 1860 года назначен главным начальником морских и прибрежных промеров вокруг Кронштадта и далее в море. 16 февраля произведён, за отличие, в чин контр-адмирала и зачислен в Свиту Его Императорского Величества, с оставлением командиром гвардейского экипажа.
В 1862 году назначен заведовать лодками шхерной флотилии, зимовавшими в Петербурге.
В 1863 году на императорской яхте «Штандарт» ходил в императорской свите из Кронштадта в Гельсингфорс и обратно.
14 апреля 1866 года получил годовой отпуск для излечения от болезни, с отчислением от командования гвардейским экипажем, с сохранением права ношения мундира этого экипажа. 28 октября 1866 года произведён в вице-адмиралы.
26 апреля 1871 года назначен главным командиром Николаевского порта и военным губернатором города Николаева, а с 1 октября назначен главным командиром Черноморского флота и портов.
В 1872 году вызван в Петербург для участия в заседаниях комиссии, учреждённой под председательством Великого князя Константина Николаевича о будущем значении и устройстве Севастополя.
30 августа 1873 года пожалован в генерал-адъютанты, с оставлением в прежних званиях и по гвардейскому экипажу.
В 1877 году ездил в Кишинёв для представления Его Высочеству главнокомандующему южных армий, потом в Севастополь для осмотра пароходов активной обороны и производства опытов по минной части; затем был вызван в Петербург для участия в заседаниях комиссии под председательством Великого князя Константина Николаевича, назначенной для определения типа судов русского флота.
Во время Русско-турецкой войны 1877—1878 годов адмирал Аркас осуществлял личное руководство подготовкой мобилизованных пароходов и шхун для боевых действий на Чёрном море, организовал испытание качественно нового оружия — мин.
В 1878 году ездил из Николаева в Сан-Стефано, для совещания с начальником штаба главнокомандующего армии по вопросу об организации отправления морем части армии из портов Турции и Болгарии. 16 апреля 1878 года произведён, за отличие, в адмиралы. Избран почётным членом общества Красного Креста.
В начале 1881 года Аркас, по расстроенному здоровью, был уволен с должности главного командира и до самой кончины жил в Николаеве.

## Литературная деятельность
Продолжительные плавания по Чёрному морю и Архипелагу, под командованием лучших капитанов Путятина и Корнилова, сделали из Аркаса хорошего моряка. Он неоднократно участвовал в десантных высадках и в военных действиях против горцев. Проявил мастерство наблюдательности: при посещении иностранных портов вёл записи, извлечения из которых были напечатаны в журнале «Морской сборник». В них заключаются довольно обстоятельные описания тогдашнего состояния флотов турецкого, греческого и неаполитанского.

### Статьи
- «Описание манёвров двух соединённых дивизий Балтийского флота» (1853)
- «Турецкий, греческий и неаполитанский флоты в 1852 г.» (1853)
- «Размышления о приготовлении к дальнему вояжу» (1854)
- «Испытание над гребными винтами на паровой канонерской лодке „Пострел“, деланные в 1855 г.» (1856)

## Семья
Дети от брака с Софьей Петровной Богданович (1824—1898), дочерью обер-штер-кригскомиссара Черноморского флота, устроителя поместья Старая Богдановка:
- Константин (1854 — 20.3.1889), лейтенант. женился 15.10.1878г. на Екатерине Ивановне Бартеневой (1855) дочери колежского асессора Ивана Бартенева.
- Николай (26.12.1852/07.01.1853 — 13.03.1909), просветитель, композитор, историк.
- Софья (1861-15.11.1879) умерла от бугорчатки легких.

## Награды
Российской империи:
- Медаль «За турецкую войну» (1830);
- Золотые часы на золотой цепочке (1836);
- Орден Святого Станислава 3-й степени (06.04.1838);
- Орден Святой Анны 3-й степени с бантом (24.06.1838);
- Орден Святой Анны 2-й степени (03.12.1848);
- Орден Святого Георгия 4-й степени (за 18 морских кампаний, 01.02.1852);
- Орден Святого Владимира 3-й степени (1856);
- Медаль «В память войны 1853—1856» (1856);
- Знак отличия за XXV лет беспорочной службы (1859);
- Акции Общества пароходства и торговли в количестве 333 шт. (1860)[8];
- Орден Святого Станислава 1-й степени с мечами (1862);
- Крест «За службу на Кавказе» (1864);
- Орден Святой Анны 1-й степени с мечами (1864[9], императорская корона к ордену пожалована в 1866);
- Орден Святого Владимира 2-й степени (1872);
- Орден Белого орла (30.08.1876);
- Орден Святого Александра Невского (01.01.1878);
- Знак отличия Красного Креста (1879).

Иностранных государств:
- Турецкая золотая медаль «Для русского десантного отряда на Босфоре» (1833);
- Турецкий орден Славы 2-й степени с бриллиантами (1849);
- Австрийский орден Железной короны 2-й степени (1852);
- Неаполитанский орден Франциска I 2-й степени (1852);
- Греческий орден Спасителя командорский крест (1859).

## Комментарии
1. ↑  В Общем морском списке годом поступления указан 1829 год, но исходя из того, что Варна взята в сентябре 1828 года, годом поступления должен быть 1828 год. 1828 год также указан как год поступления в Иллюстрированной хронике войны.[2][3].